# Martin E. Franklin
Martin Ellis Franklin (* 31. Oktober 1964 in London, England) ist ein amerikanischer Investorenaktivist.
Sein Vater Roland Franklin war ein Gefolgsmann des britischen Investors James Goldsmith. Im Alter von 24 Jahren zerschlug Martin E. Franklin sein erstes Unternehmen, die „Dickinson Robinson Group“ (DRG), ein britischer Schreibwaren- und Verpackungshersteller. 2001 übernahm er 10 % der Anteile von Alltrista und wurde CEO der Firma, die er umstrukturierte und in Jarden Corporation umbenannte.
Franklin hat mehrfach Investmentvehikel gegründet. Zusammen mit Nicolas Berggruen gründete er 2013 die spätere Platform Specialty Products; zusammen mit Noam Gottesman übernahm er 2015 mittels der Nomad Holdings (jetzt Nomad Foods) den Tiefkühlkonzern Iglo Group.